# 왕청개구리

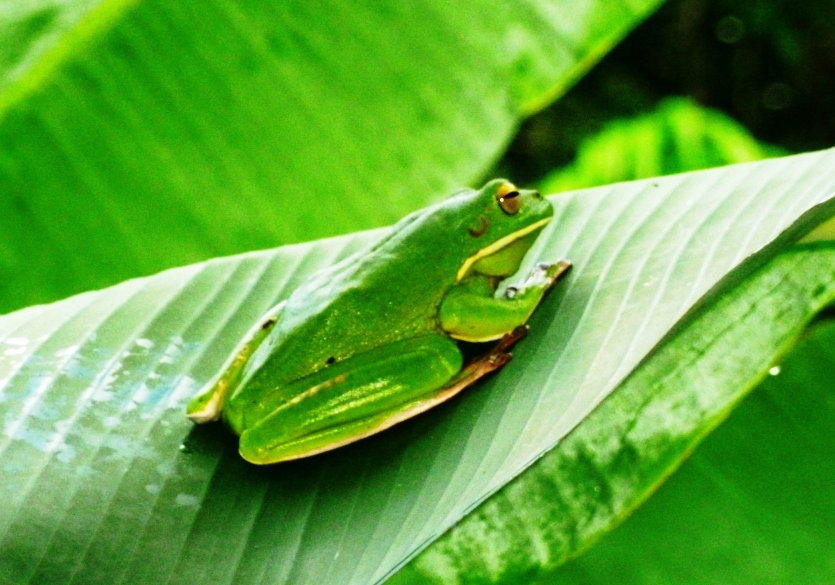

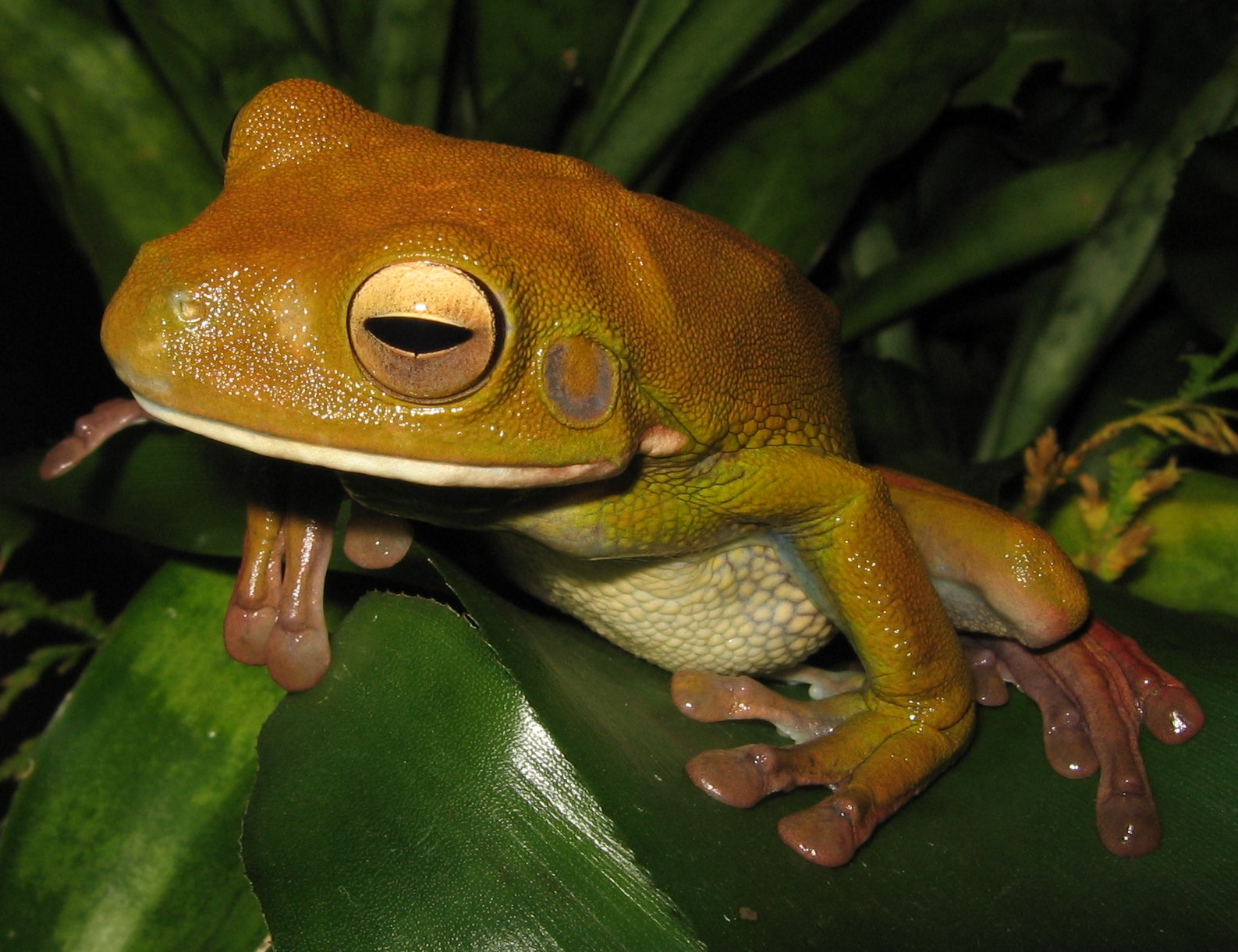

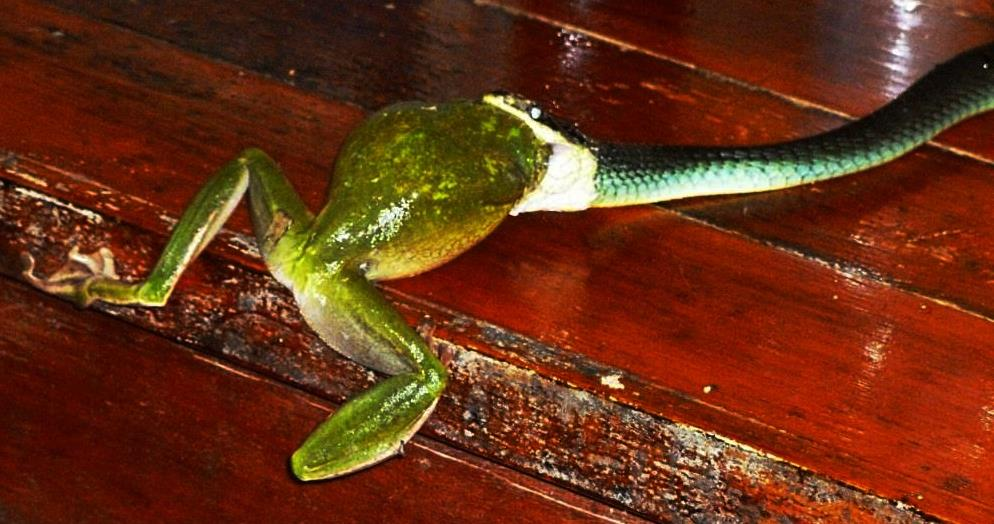

왕청개구리(giant tree frog) 또는 흰입술청개구리(white-lipped tree frog)는 세계에서 가장 큰 청개구리이다. 쿠바청개구리가 그 뒤를 잇는다. 오스트레일리아의 퀸즐랜드 북부와 뉴기니, 비스마르크 제도, 애드미럴티 제도의 우림 지대가 원산지이다.
신장은 11 ~ 14 센티미터이며 암컷이 수컷보다 더 크다. 등면 피부색은 밝은 녹색이나 주위 온도에 따라 갈색으로 변할 수 있다. 배면 피부색은 새하얗다. 별명 그대로 입술이 흰색이고, 이 흰색 "입술"이 앞다리 어깨관절까지 이어진다.